# يان ياغلا
يان ياغلا (بالألمانية: Jan Jagla) مواليد 25 يونيو 1981 في برلين، ألمانيا الغربية، هو لاعب كرة سلة ألماني سابق بدأ مسيرته الاحترافية في سنة 1999.. يبلغ طوله 7 قدم 0 بوصة (2.1 م). مثّل منتخب بلاده. شارك في دورة الألعاب الأولمبية الصيفية سنة 2008. اعتزل اللعب في 2015.

## المسيرة الاحترافية
لعب مع ألبا برلين في الدوري الألماني في سنة 2001، ثم لعب مع أرتلاند دراغونز في موسم 2004–2005، ثم لعب مع تورك تيليكوم في الدوري التركي في موسم 2006–2007، ثم لعب مع جوفينتوت بادالونا في الدوري الإسباني من سنة 2007 إلى 2009، ثم لعب مع فريق شركة الإتصالات التركية في موسم 2010–2011، ثم لعب مع بايرن ميونخ لكرة السلة في الدوري الألماني من سنة 2011 إلى 2013.

## روابط خارجية
- يان ياغلا على موقع الاتحاد الدولي لكرة السلة (الإنجليزية)
- يان ياغلا على موقع الدوري الأوروبي لكرة السلة (الإنجليزية)
- يان ياغلا على موقع الدوري الإسباني لكرة السلة (الإسبانية)
- يان ياغلا على موقع كرة السلة الأوروبية.كوم (الإنجليزية)
- يان ياغلا على موقع كلية كرة السلة في سبورتس رفرنس.كوم (الإنجليزية)
- يان ياغلا على موقع ريلجم (الإنجليزية)
- يان ياغلا على موقع بروبوليرز (الإنجليزية)
- يان ياغلا على موقع سبورتس رفرنس (الإنجليزية)
- يان ياغلا على موقع أوليمبيديا (الإنجليزية)